# P.-L. Flers
Ne doit pas être confondu avec Robert de Flers.
Léon Pierre Édouard Pujol, connu sous le pseudonyme de P.-L. Flers, né dans le 1er arrondissement de Paris le 27 avril 1865 et mort au Cap d'Antibes le 8 septembre 1932,, est un auteur dramatique, chansonnier et directeur de revue français.

## Biographie
Flers commence sa carrière en 1894 à la Bodinière par un acte en vers intitulé Paris-Bazar.
Ses pièces ont été représentées sur les plus grandes scènes parisiennes du XIXe siècle : Théâtre des Variétés, Théâtre du Palais-Royal, La Cigale, Théâtre des Bouffes-Parisiens etc.
Dans un tout autre domaine, Léon Pujol fut joueur, arbitre puis capitaine de l'équipe de football du Racing Club de France dans les années 1885-1900.
Il était l’époux de Marie Marville.

## Œuvres

### Revues et opérettes

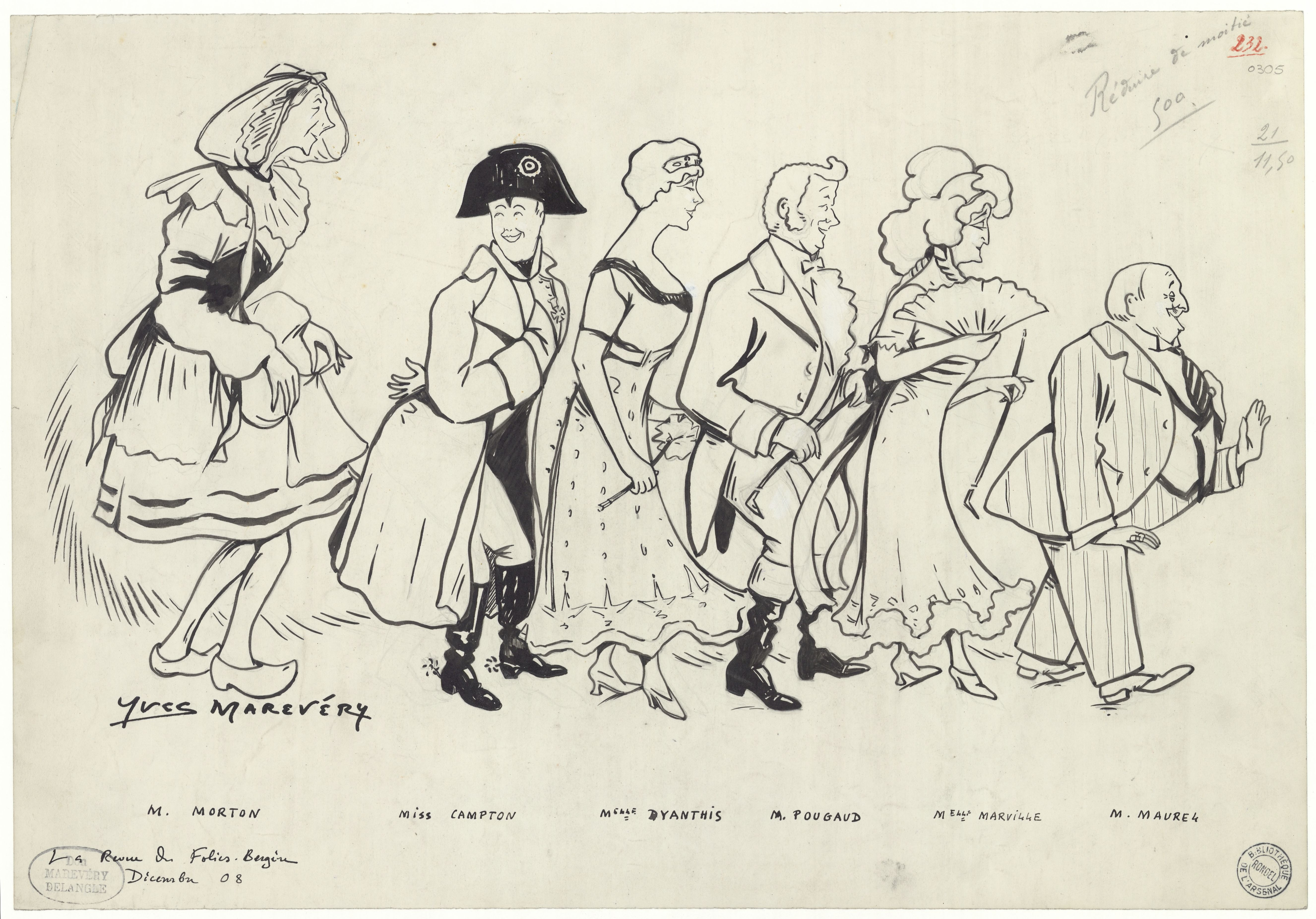
La revue des Folies-Bergère, 1908

- 1894 : Paris-Bazar, revue en un acte, en vers libres, au théâtre de la Bodinière (10 février)
- 1895 : Ohé ! Là-haut !, revue de l'année en deux actes et quatre tableaux, musique d'Auguste Doucé, à la Gaîté-Rochechouart (4 janvier)
- 1895 : Au clair de la lampe, revue fantaisiste en un acte et en vers, au théâtre d'Application (5 janvier)
- 1896 : P'tites binettes-Champs-Elysées[6], revue en un acte, musique de Charles Raiter, à l'Alcazar d'été (3 juillet)
- 1896 : A nous les femmes ! à la Scala[7]
- 1898 : Charmant séjour !, vaudeville en trois actes, avec Paul Gavault, au théâtre Cluny (15 novembre)
- 1898 : En voilà ... de la chair !, revue en 2 actes et 10 tableaux, musique de Charles Raiter, à la Scala (22 décembre)
- 1898 : Fémina, fantaisie de l'an 3000 en un acte, musique de Rodolphe Berger[8], à la Cigale (6 mai)
- 1899 : A la Cigale, général, à la Cigale ![9], revue en deux actes et quatre tableaux, à la Cigale (7 juillet)
- 1899 : Ah ! Penses-tu !, grande revue locale en 2 actes et 7 tableaux, avec Antoine Deschavannes, à l'Eldorado (9 novembre)
- 1899 : Shakespeare !, opérette-bouffe en trois actes, avec Paul Gavault, musique de Gaston Serpette, aux Bouffes-Parisiens (23 novembre)
- 1900 : Les Petits Croisés[10], opérette à grand spectacle en deux actes, avec Paul Gavault, à la Cigale
- 1900 : Ohé ! Vénus !, grande pièce fantaisiste en 2 actes et 7 tableaux, musique de Paul Monteux-Brisac, à l'Eldorado (6 avril)
- 1901 : Veux-tu grimper ?, revue en deux actes et sept tableaux, avec Charles Mougel, à l'Européen (23 novembre)
- 1902 : Messalinette, ou le Tour du demi-monde en 80 nuits, opérette-bouffe en 2 actes et 7 tableaux, musique de Rodolphe Berger, à la Scala (19 février)
- 1902 : C'est d'un raid !, revue en deux actes et neuf tableaux, musique de Charles Raiter, à la Scala (4 novembre)[11].
- 1904 : Voluptata, opérette en deux actes et quatre tableaux, avec Charles Clairville, musique de Paul Marcelles, au Moulin-Rouge (20 janvier)
- 1904 : Lysistrata, opérette viennoise en deux actes et cinq tableaux, adaptée de Heinz Bolten-Backers, d'après Aristophane, musique de Paul Lincke, au Moulin-Rouge (17 mai)
- 1905 : Engalley-le, c'est pas vot' père !, revue en deux actes et neuf tableaux, à La Cigale[12],[13].
- 1906 : La Chaste Suzanne, vaudeville en deux actes, au théâtre du Palais-Royal (4 mai)
- 1906 : Ah ! Moumoute !, folie-opérette en deux actes et six tableaux, avec Eugène Héros; à la Cigale (22 mars)
- 1906 : L'Amour de l'humanité !, monologue, avec Eugène Héros, musique de Eugène Poncin
- 1906 : Les Suites d'un premier mai, vaudeville en un acte, avec Eugène Héros, à la Cigale (10 juin)
- 1907 : Madame Barbe-bleue, opérette en 2 actes et 4 tableaux, avec Georges Arnould, à la Cigale (15 janvier)
- 1907 : La Revue du Centenaire[14], revue à grand spectacle en trois actes, avec Paul Gavault et Eugène Héros, au théâtre des Variétés (3 mars)
- 1907 : Salu...e !, revue en deux actes et huit tableaux, avec Eugène Héros, à la Cigale
- 1908 : La Revue des Folies-Bergère, revue en dix huit tableaux, aux Folies-Bergère (9 février)
- 1909 : La Revue des Folies-Bergère, revue franco-anglaise en 22 tableaux
- 1919 : Hello ! Charley, ou la Nuit d'ivresse, opérette en trois actes et cinq tableaux, musique d'Ivan Caryll et Gus Kahn, à l'Appolo (3 avril)
- 1923 : Le Petit Choc, opérette en trois actes et 6 tableaux, musique de Józef Szulc, au théâtre Daunou (21 mai)
- Le Circuit du Ceste, opérette revue-féerie vaudeville en deux actes et dix sept tableaux, avec Eugène Héros, non datée

### Chansons
- La Nourrice sèche, chansonnette, 1894
- Chez la gantière, duo, musique d'Henri Dérouville et Eugène Poncin, 1895
- Marche de la Vieille Garde, musique de Georges Charton, 1895
- La Mouche amère, chansonnette, 1895
- Les Nids d'amour !, chanson, musique de Gaston Maquis, 1895
- La Triplette, chanson marche, musique de Félix Chaudoir, 1895
- Le vieux Tombeur !, chansonnette, musique d'Henri Dérouville, 1895
- Quand les Amoureux !, chanson, musique de Poncin, 1895
- Chanson de la Femme, musique d'Henri Dérouville et Charles Raiter, 1896
- La Chatte !, chansonnette, musique de Henri Rosès, 1896
- La Petite bouquetière des rues, chansonnette, musique de Louis-Antoine Dubost, 1896
- Les Salons parisiens, chansonnette, musique de Del et Henri Dérouville, créée par Fragson à Parisiana en 1896
- Les Cadets de Gascogne !, chansonnette, musique de Bernard Holzer, 1898
- Nous aurons les Hommes !, musique de Holzer, 1898
- Chez sa Couturière, musique de Derouville et Raiter, 1898
- Les deux Nichons !, chansonnette, musique de Rodolphe Berger, 1898
- Réquiqui ! , musique de Holzer, 1898
- Un flagrant délit, saynète, 1898
- Une grande Famille !, chansonnette, musique d'Étienne Jaquinot, 1898
- L'Horreur Ó sa mère !, chansonnette, musique d'Holzer, 1898
- La Masseuse !, musique d'Holzer, 1898
- Tapez, Messieurs !, musique de Bernard Boussagol et Charles Raiter, 1898
- Sensitive !, chansonnette comique, musique de Berger, 1901
- Si j'avais su !, avec Jean Daris, musique de Berger, 1902
- La Caisse d'Epargne, saynète-monologue, 1905
- L'Amour obligatoire, chansonnette, d'après la marche américaine Anona de Vivian Grey, arrangée par Charles Thony, 1905
- Le premier Tunnel !, musique de Adolphe Gauwin, 1908
- Hop ! eh ! ah ! di ! ohé !, chanson populaire, avec Eugène Héros, musique d'Auguste Bosc et Flynn, créée par Fragson, 1910
- Les saisons d'amour, valse chantée, avec Héros, musique de Vincent Scotto, 1911
- La Pâquerette et le Ver-luisant, d'après la chanson américaine Just a baby's prayer at twilight, paroles françaises de P.-L. Flers et Georges Arnould, musique de M. K. Jerome, créée par Rose Amy à l'Alhambra de Bruxelles en 1918.

### Publications
- Le Bon Désaugiers, biographie de Marc-Antoine Désaugiers, éditions Henri Dauthon, Paris, 1927.
- Un Cupidon déchainé (Le véritable comte d'Orsay), biographie d'Alfred d'Orsay, éditions Henri Dauthon, Paris, 1928.

## Distinctions
- Croix de guerre 1914-1918 avec citation.
- Médaille militaire (décret du ministre de la guerre du 17 octobre 1921)[15].
- Chevalier de l'Ordre du Christ (Portugal) en juillet 1903.